# Сен-Жермен-ле-Корбей (кантон)
Сен-Жерме́н-ле-Корбе́й (фр. Saint-Germain-lès-Corbeil) — кантон у Франції, в департаменті Ессонн регіону Іль-де-Франс.

## Склад кантону
Кантон включає в себе 7 муніципалітетів:
| Муніципалітет        | Площа | Населення, осіб | Рік  |
| -------------------- | ----- | --------------- | ---- |
| Етьйоль              | 11,65 | 3040            | 2007 |
| Морсан-сюр-Сен       | 4,39  | 512             | 2007 |
| Сен-Жермен-ле-Корбей | 4,93  | 7177            | 2007 |
| Сен-П'єрр-дю-Перре   | 11,59 | 7818            | 2007 |
| Сентрі-сюр-Сен       | 3,29  | 5190            | 2007 |
| Суазі-сюр-Сен        | 8,56  | 7200            | 2007 |
| Тіжері               | 8,64  | 2062            | 2007 |

## Консули кантону
| Період    | Консул               | Посада                            |
| --------- | -------------------- | --------------------------------- |
| 1982—2001 | Jean-Louis Campredon | Мер муніципалітету Сентрі-сюр-Сен |
| 2001—2008 | Yves Robineau        | Мер муніципалітету Суазі-сюр-Сен  |
| 2001—2008 | François Fuseau      | Мер муніципалітету Морсан-сюр-Сен |

| Франція | Це незавершена стаття з географії Франції. Ви можете допомогти проєкту, виправивши або дописавши її. |